# خان إيزدخواست
خان إيزدخواست (بالفارسية: کاروانسرای ایزدخواست) هو خان تاريخي يعود إلى عصر ساسانيون، ويقع في إيزدخواست.